# يوكاري ناكانو
يوكاري ناكانو (اليابانة: 中 野 友 加里 ، من مواليد 25 أغسطس 1985) لاعبة تزلج على الجليد يابانية حائزة على الميدالية الفضية في بطولة القارات الأربع للتزلج على الجليد 2006 ، والميدالية البرونزية في بطولة القارات الأربع للتزلج على الجليد 2003 ، والميدالية البرونزية في نهائي سباق الجائزة الكبرى 2005-2006 ، وبطولة الألعاب الآسيوية الشتوية لعام 2007 ، وميدالية برونزية وطنية يابانية ثلاث مرات (2006 ، 2007 ، 2009). ناكانو هي واحدة من اثنتي عشرة متزلجة يؤدون ثلاثية أكسل في المنافسة الدولية.

## روابط خارجية
- يوكاري ناكانو في الاتحاد الدولي للتزلج